# Flore Bracaval
Pour les articles homonymes, voir Bracaval.
Flore Bracaval, en religion Mère Jeanne-Marie de Jésus Eucharistie, née le 3 mai 1861 à Mouscron (Belgique) et morte le 26 janvier 1935 à Arienzo (Campanie), est une religieuse belge, restauratrice et première supérieure générale de la congrégation des Sœurs Angéliques de Saint Paul. Elle est déclarée vénérable par le pape Jean-Paul II, le 8 mars 1997.

## Biographie

### Une jeunesse en Belgique
Flore-Marie-Joséphine Bracaval est née à Mouscron, le 3 mai 1861. Son père, Jean Alexis Bracaval, et sa mère, Sophie Dessauvages, sont fermiers à Dottignies. Après ses études chez les Dames de Marie de Mouscron, elle rentre en famille, mais refuse le mariage qui lui est proposé, car elle songe à la vie religieuse. Aussi se présente-t-elle chez les franciscaines de Tournai, où sa sœur Marie est déjà religieuse. Elle n'y est pas acceptée pour des raisons de santé. À la mort de sa mère, elle se tourne vers un barnabite mouscronnois, le Père Benoît Nisser, qui lui conseille de se faire admettre dans la branche féminine de sa famille religieuse : les Angéliques de Saint-Paul. En 1894, Flore quitte définitivement la Belgique pour l'Italie.

### Chez les Angéliques contemplatives
La congrégation des Angéliques avait été fondée en 1535 à Milan, par Antoine-Marie Zaccaria (fondateur des barnabites) et Ludovica Torelli, comtesse de Guastalla. Ils désiraient ainsi créer un institut de vie active, propre à susciter, dans le cadre de la Contre-Réforme, un regain de vie spirituelle au sein de la société. C'était compter sans le concile de Trente, lequel imposa la clôture aux Angéliques. Celles-ci durent se contenter, pour tout apostolat, de se voir confier l'éducation de jeunes filles dans leur monastère. Un décret napoléonien ayant supprimé la congrégation en 1810, le barnabite Pio Mauri la restaure en 1897, toujours sous la forme contemplative, et Flore Bracaval, dont le père Mauri était devenu le confesseur, participe à cette restauration en entrant au monastère de Crema (Italie), où elle reçoit le nom de Jeanne-Marie de Jésus Eucharistie. 

### Le temps des projets
Elle devient, en 1901, maîtresse des novices et conseillère de la prieure de Crema. Deux ans plus tard, elle fonde une nouvelle maison où elle exercera le supériorat, avant de retrouver cette fonction au monastère d'Arienzo (diocèse d'Acerra). Là, son engagement actif auprès des jeunes lui rend toujours plus insupportables les limites imposées par la clôture, si bien que le vieux rêve caressé par les fondateurs d'une congrégation apostolique, revient la hanter. Avec l'accord des supérieurs ecclésiastiques et des barnabites, elle passe à l'acte. En 1919, le pape Benoît XV approuve la réforme, et le monastère d'Arienzo devient un institut de droit diocésain, sous la juridiction de l'évêque d'Acerra.

### À la tête des Angéliques apostoliques
Supérieure générale de la nouvelle congrégation, Mère Jeanne-Marie adapte les anciennes Constitutions et supervise l'union avec les Sœurs de Milan et de Fivizzano. Au chapitre général de 1926, elle se trouve une nouvelle fois élue supérieure générale. C'est l'époque où se multiplient la fondation de couvents et l'ouverture d'écoles, en Italie et au Brésil. Nommée conseillère économe générale en 1932, Mère Jeanne-Marie meurt à Arienzo, le 26 janvier 1935, en odeur de sainteté. En 1953, Mgr Nicola Capasso, évêque d'Acerra, introduit sa cause de béatification, et, le 8 mars 1997, elle est déclarée vénérable par le pape Jean-Paul II.  Aujourd'hui, conformément au vœu de leur réformatrice, la congrégation des Angéliques de Saint Paul se voue à l'enseignement, à l'assistance sociale, à la mission et à la pastorale paroissiale.